# Bremen (paquebot de 1928)
Pour les articles homonymes, voir Bremen.
Le Bremen est un paquebot allemand construit à Brême pour la Norddeutscher Lloyd en 1928. Il est pendant un an détenteur du Ruban bleu sur le trajet vers l'ouest, et pendant six ans sur le trajet vers l'est. Son sister-ship, l’Europa, est récupéré par la France après la Seconde Guerre mondiale et prend le nom de Liberté. Quant au Bremen, destiné à servir de transport de troupes pour l'invasion de l'Angleterre, il est incendié en 1941.

## Histoire

### Contexte et construction
À la fin des années 1920, l'Allemagne ne possède plus de flotte marchande à peu d'exceptions près : en effet, ses plus gros navires, l’Imperator, le Vaterland et le Bismarck ont été saisis par le Royaume-Uni et les États-Unis. Ne reste que le Deutschland tellement vieillissant que même les vainqueurs n'en ont pas voulu.

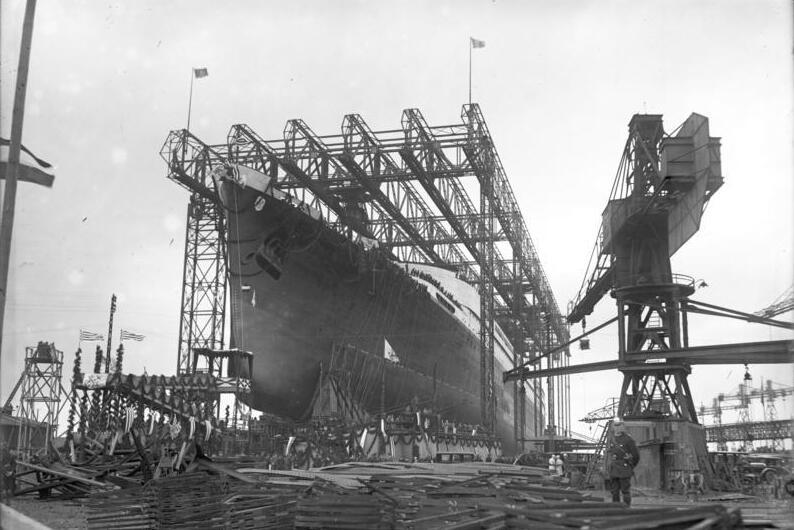
Le Bremen en construction.

En 1926, la Norddeutscher Lloyd envisage la construction de deux navires qui relanceraient l'Allemagne dans le marché des traversées transatlantiques : le Bremen et l’Europa. Le premier est mis en chantier à Brême et le second à Hambourg. Durant leur construction, il devient évident que leur forme les prédispose à battre des records de vitesse. Leur étrave à bulbe est en effet une innovation destinée à permettre d'atteindre des vitesses plus élevées qu'avec les étraves classiques. De même, la disposition des plaques d'acier de la coque est faite différemment et améliore encore la vitesse. De fait, ces nouveaux navires pourront être capables de battre le record de vitesse établi par le Mauretania.
Premier achevé, le Bremen est lancé le 2 août 1928 sous les yeux du président Paul von Hindenburg. Ses lignes s'inspirent probablement de son contemporain anglais, le Britannic de la White Star Line, notamment par ses cheminées tassées. De couleur jaune (les couleurs de la compagnie), elles doivent même être rehaussées pour éviter que les cheminées ne rabattent les fumées trop près du pont. Achevé fin mars 1929, il mesure 286 mètres pour 51 565 tonneaux et est alimenté par quatre turbines à vapeur. Sa coque est divisée en 13 compartiments étanches. Il dispose également d'une quille antiroulis qui lui confère une grande stabilité. Il dispose enfin, comme son sister-ship, d'une catapulte destinée à lancer un hydravion depuis le pont supérieur, ceci pour faire gagner quelques heures à la livraison du courrier.

### Carrière commerciale

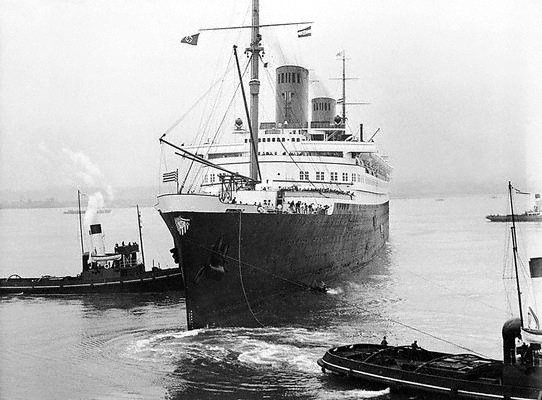
Le Bremen en manœuvre en 1935.

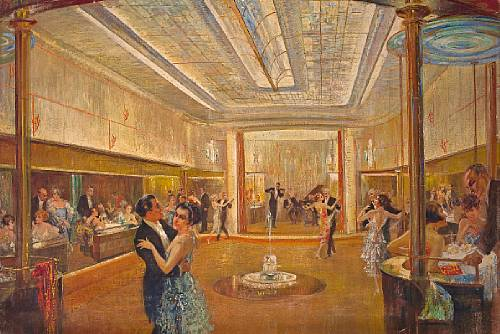
La salle de bal du Bremen en 1928.

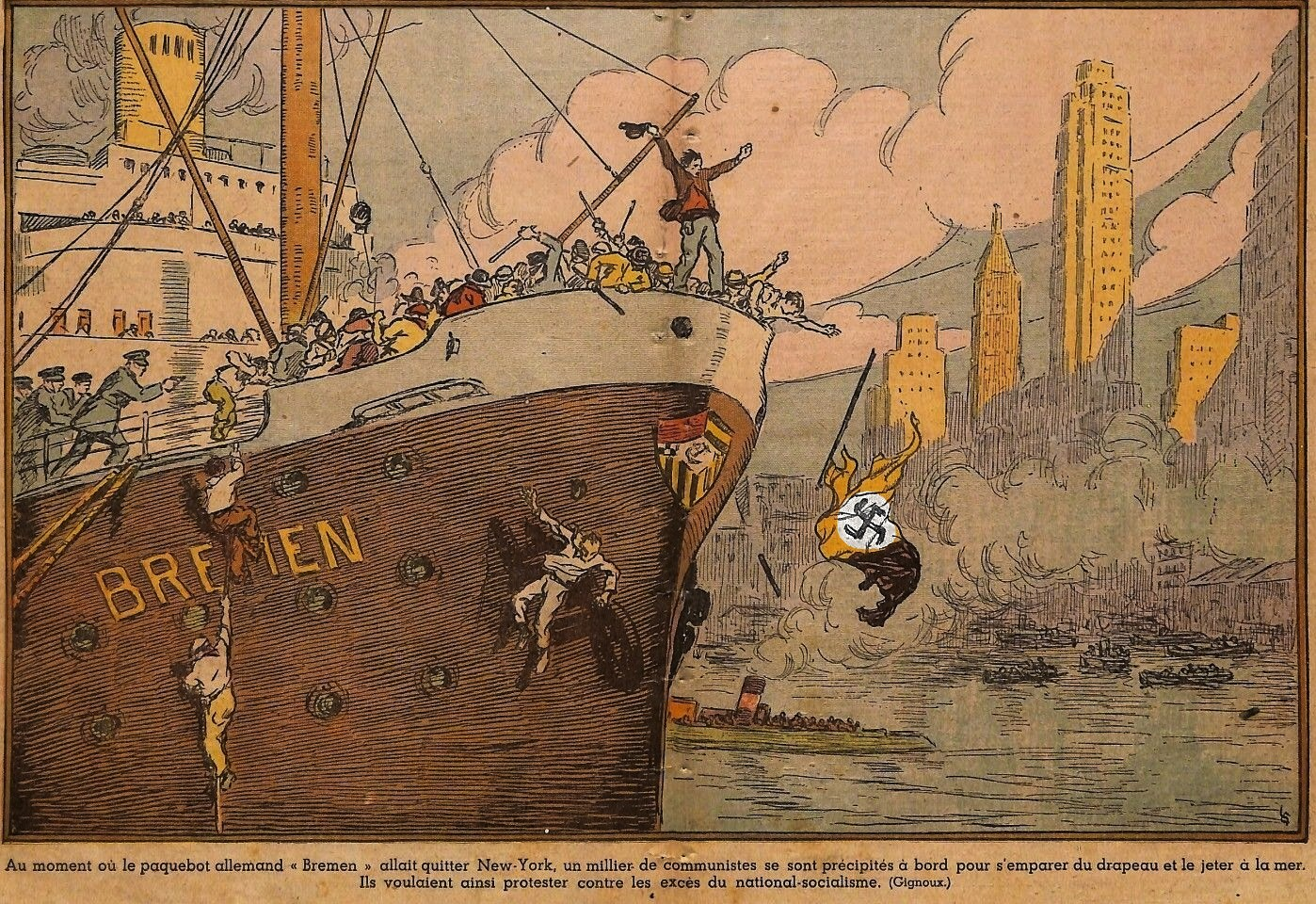
Illustration représentant des manifestants anti-nazis attaquant Bremen amarré dans le port de New York, aux États-Unis, le 26 juillet 1935.

Le 16 juin 1929, le Bremen entame sa traversée inaugurale à destination de New York et remporte le Ruban bleu durant cette même traversée. En 1932, ayant reçu de nouvelles turbines, il bat même son record personnel en filant à 28,14 nœuds. C'est cette même année que ses cheminées sont rehaussées. Par la suite, le Bremen et son jumeau connaissent une période de succès éclatant : en 1930, ils transportent à eux deux 12 % des voyageurs de l'Atlantique Nord. Contrairement à son sister-ship, le Bremen, de style art déco, est richement décoré, les salons étant garnis de tapis persans et de céramiques, et la salle à manger d'une sculpture monumentale représentant le président Hindenburg.
Avec la montée du nazisme, le Bremen à quai à New York, est le théâtre d'une manifestation anti-nazie au cours de laquelle les manifestants décrochent le drapeau nazi et le jettent dans l'Hudson. En réponse à cela, le chancelier Adolf Hitler fait du drapeau nazi le drapeau officiel de l'Allemagne[Information douteuse].
Cela étant, la carrière du Bremen, tout comme celle de son jumeau, se fait sans accroc majeur jusqu'au début de la Seconde Guerre mondiale.

### LeBremenet la guerre
Au début de la guerre, le Bremen se trouve dans le port de New York. Pour le faire rentrer en Allemagne en toute sécurité, son équipage met à l'eau une chaloupe émettant en continu son indicatif radio. Le subterfuge réussit et le Bremen évite ainsi d'être intercepté par les navires de la Royal Navy. Il se dirige alors vers Mourmansk, à l'extrême-nord de la Scandinavie, alors neutre. Il se rend ensuite en Norvège puis gagne le port de Bremerhaven le 13 décembre 1939. Le gouvernement décide tout d'abord de s'en servir comme caserne flottante, puis d'en faire un transport de troupes dans le cadre de l'invasion de l'Angleterre. L'idée d'en faire un porte-avions est envisagée mais très vite abandonnée, faute d'avions adaptés.
Le destin du Bremen est finalement scellé le 16 mars 1941, lorsqu'un garçon de cabine plein de rancœur contre les propriétaires décide d'y mettre le feu. Le navire coule des conséquences de l'incendie. Il faut attendre 1946 pour que l'épave soit démantelée sur place.

## Schémas du Bremen

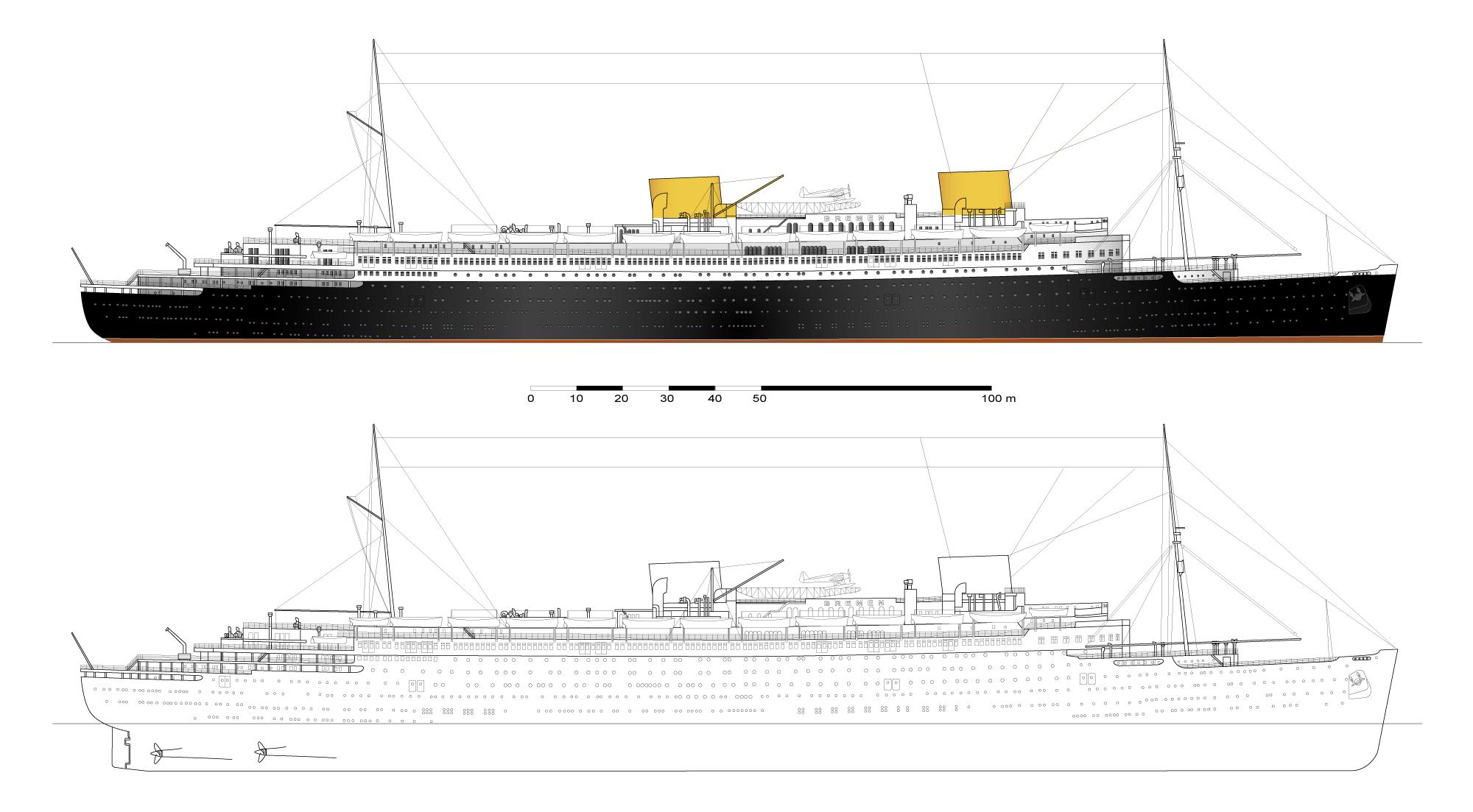
Le Bremen vu de profil à l'époque de son lancement, les cheminées seront rehaussées de cinq mètres par la suite.